# 雙櫛精器魚
雙櫛精器魚，為輻鰭魚綱銀漢魚目精器魚科的其中一種，分布於亞洲汶萊淡水、半鹹水域，為熱帶魚類，體長可達2.6公分，棲息在沿岸表層水域，生活習性不明。

## 擴展閱讀
維基物種上的相關：雙櫛精器魚